# StanNet
StanNet est un réseau métropolitain de télécommunication à haut-débit, mis en service en 1998, avec le soutien du Conseil régional de Lorraine, dans l'agglomération de Nancy.

## Étymologie de StanNet
Le nom StanNet est formé à partir de Stan, abréviation du prénom Stanislas, faisant référence à Stanislas Leszczynski, duc de Lorraine ayant remodelé la ville de Nancy, et de Net, abréviation du mot américain Network, à traduire par réseau informatique.

## Topologie du réseau
Le réseau se constitue d’un cœur très haut débit 10 Gigabit Ethernet, avec 4 commutateurs centraux à interfaces 10 gigabits par seconde et cartes de routage intégrées, 68 commutateurs de périphérie gigabits par seconde connectant tous les sites satellites en Gigabit Ethernet, ainsi que plus de 600 commutateurs d’accès, déployés sur l'ensemble des sites du réseau.

## Fonction du réseau
StanNet est une plaque informatique du réseau régional Lothaire, qui assure l'interconnexion à haut débit des différentes plaques de Lorraine (AmpereNet de Metz, StanNet de Nancy, etc.), en établissant des liaisons privées entre les établissements de l'Éducation nationale de l'Enseignement supérieur et de la Recherche (antennes de l'Université de Lorraine, IUFM, Rectorat, CROUS, centres et instituts de recherche etc.).

StanNet relie quant à elle les 69 établissements de l'agglomération de Nancy concernés.

## Source
reseau.ciril.fr